# مجمع الإسماعيلية الطبي
مجمع الإسماعيلية الطبى هي مجموعة من المراكز العلاجية المتكاملة في التخصصات المختلفة في الإسماعيلية، الإسماعيلية، مصر.

## الوصف
يضم مجمع الإسماعيلية الطبى 9 مبان تخصصية، بلغت تكلفته 550 مليون جنيه، كما يقدم مختلف التخصصات من خلال 23 قسما، كما يقدم 2300 خدمة طبية من خلال 66 منشأة.
تبلغ الطاقة الاستيعابية لمجمع الإسماعيلية الطبي، 423 سريرا، منها 285 سرير إقامة داخلية للمرضى، علاوة على 63 رعاية، 14 غرفة عمليات، 32 حضانة، إلى جانب 33 عيادة خارجية في مختلف التخصصات الطبية.

## الخدمات
تشمل الخدمات العلاجية به خدمات (الطوارئ، وباطنة، وأطفال، وجراحة عامة، وجراحة عظام، ونساء وتوليد، وأنف وأذن وحنجرة، وجراحة مخ وأعصاب، ومبتسرين، وجراحة أطفال، وروماتيزم، وأمراض القلب والصدر، ورعاية مركزة، ورعاية القلب، ورعاية أطفال، وعلاج طبيعى، وغسيل كُلوى، وجراحة مسالك بولية، ورمد، وقسطرة القلب، والحقن المجهرى، وروماتيزم وتأهيل، وطب الجنين، وأمراض جلدية، وحروق وتجميل، وجهاز هضمى وكبد، ورعاية حروق، وعلاج طبيعى، وتنظيم الأسرة، وسمعيات، وتخاطب).
المجمع يوفر الخدمات الخاصة بطب الأشعة، والتي تساعد الأطباء على التشخيص والعلاج السليم للحالات المرضية، مثل الأشعات (المقطعية، الماموجرام، الموجات فوق صوتية، الدوبلر، السونار، الإيكو، الرنين المغناطيسي، الأشعة المتنقلة)، وغيرها إلى جانب خدمات المعمل (إكلينيكي باثولوجي، هيماتولوجي، فيروسات، بكتيرولوجي، كيمياء دم)، وذلك فضلًا عن خدمات الرعايات المركزة وعلاج حالات الطوارئ.